# Gare du Viaduc-Sainte-Marie
Pour les articles homonymes, voir Gare de Sainte-Marie.
La halte du Viaduc-Sainte-Marie  est une halte ferroviaire française, située sur la commune des Houches, en Haute-Savoie à proximité immédiate du viaduc Sainte-Marie.

## Situation ferroviaire
Ce point d'arrêt SNCF est situé au point kilométrique (PK) 10,616 de la ligne Saint-Gervais - Vallorcine.

## Service voyageurs

### Accueil
La halte du Viaduc-Sainte-Marie ne dispose pas de bâtiment voyageurs. Un parking est situé à proximité.

### Desserte
La halte du Viaduc-Sainte-Marie est desservie par des trains de la SNCF et de la région Auvergne-Rhône-Alpes qui assurent des services TER Auvergne-Rhône-Alpes qui desservent les gares entre Saint-Gervais-les-Bains-Le Fayet et Vallorcine. L’arrêt des trains à cette halte se fait sur demande. Les voyageurs désirant monter dans un train doivent se placer sur le quai en tête de train et faire signe au conducteur. De même, il faut avertir le conducteur pour descendre à cette halte.